# لولا رودریگز (بازیگر)
لولا رودریگز (به اسپانیایی: Lola Rodríguez) (زاده ۲۶ نوامبر ۱۹۹۸) بازیگر، مدل اسپانیایی است.
او یک زن ترنس است. از فیلم‌هایی که در آن نقش‌آفرینی نموده، می‌توان به راهنمای عشق چندنفره برای مبتدیان اشاره کرد.